# Leopold Turšič
Leopold Turšič, slovenski duhovnik in pesnik, * 13. november 1883, Lož, † 30. maj 1927, Krško.
Rodil se je očetu mizarju Andreju in materi Heleni (rojena Mulec). Tri leta je bil kaplan v Gornjem Logatcu, tri leta pa na Vrhniki. Leta 1913 je nastopil službo kaplana v Šentvidu nad Ljubljano. Decembra 1914 je moral iti za vojnega kurata, kar je bil do konca vojne. Za nesebično službo na fronti je bil trikrat odlikovan. Tu si je nakopal zavratno bolezen jetiko. Januarja 1919 je šel za kaplana v Šmihel pri Novem mestu, 17. avgusta 1920 pa je postal župnik v Krškem. Čeprav se je zdravil na Golniku, je bolezen napredovala. Umrl je 30. maja 1927 v Krškem. Turšič je bil  tudi pesnik. Turšičeve pesmi so »tiha pokrajinska razpoloženja, idile iz kmečkega življenja, le tu pa tam zaječi bolečina socialnega in vojnega zla«.
S prijateljem Ivanom Zorcem je malo pred smrtjo pripravil pesniško zbirko Tiho veselje. Leta 1924 je izdal vzgojno igro v treh dejanjih Izgubljeni raj. Pesmi in spise je pisal pod psevdonimi: Marijan, Milko Milič, Radoš in Strninski. Kot vojni kurat je med vojno pošiljal številne dopise v dnevnik Slovenec.